# ALOMAR

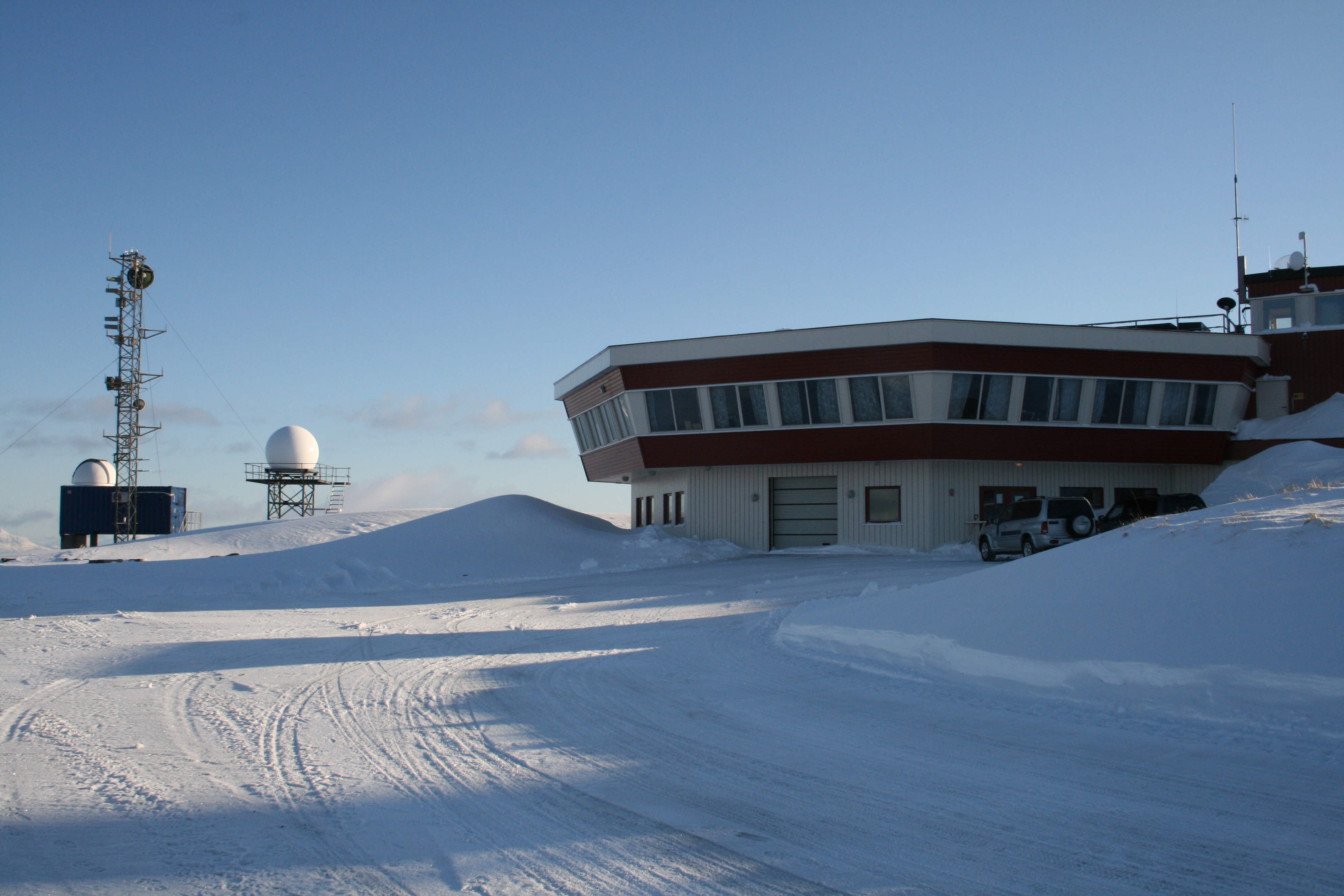
ALOMAR-Observatoriumsgebäude (2008)

Das ALOMAR (Arctic Lidar Observatory for Middle Atmosphere Research) ist ein geophysikalisches Observatorium auf dem 379 m hohen Berg Ramnan der nordnorwegischen Insel Andøya nördlich des Polarkreises. 
Lokaler Betreiber der Forschungsstation ist die Raketenbasis Andøya Rakettskytefelt (Andøya Space Center). Die wissenschaftlichen Instrumente werden vom Leibniz-Institut für Atmosphärenphysik an der Universität Rostock in Zusammenarbeit mit dem Service d'aéronomi du Centre national de la recherche scientifique in Guyancourt (Frankreich) betrieben. Die Forschungsstation ALOMAR wurde 1994 von dem ersten Direktor des Leibniz-Instituts für Atmosphärenphysik Ulf von Zahn gegründet mit dem Ziel der Erforschung der polaren mittleren Atmosphäre.
Das ALOMAR stellt mit seinen Instrumenten ein voll ausgestattetes Atmosphärenlabor dar. In dem Observatorium sind vier Lidarsysteme und mehrere passive Fernerkundungssysteme installiert. Kernstück des Observatoriums ist das RMR-Lidar, das seinen Namen nach den genutzten Streumechanismen Rayleigh-, Mie- und Raman-Streuung trägt. Das Observatorium verfügt über ein doppelt aufgebautes Lidar. Es besteht aus zwei Leistungslasern mit zwei Cassegrain-Teleskopen für den Empfang, deren Primärspiegel einen Durchmesser von 1,8 m haben, sowie einer optischen Bank für den Nachweis des aus der Atmosphäre zurück gestreuten Lichts. Die beiden gepulsten Nd:YAG-Laser des RMR-Lidar emittieren gleichzeitig Licht bei einer Wellenlänge von 1064 nm (Infrarotstrahlung) sowie dessen Oberwellen mit 532 nm (sichtbarer grüner Anteil des Spektrums des Lichts) und 355 nm (Grenze zwischen dem violetten Anteil und ultraviolettem Licht). Sie werden mit einer Impulsfolgefrequenz von 30 Hertz von Puls zu Puls abwechselnd betrieben. Mit diesem Lidar sind seit 1995 kontinuierliche Messungen in einem Höhenbereich bis 100 km möglich.
Zur Forschungsstation ALOMAR gehören mehrere Radarsysteme, die sich in etwa 2,5 km Entfernung nordnordöstlich vom Observatoriumsgebäude befinden. Dies ist das im unteren VHF-Bereich arbeitende MST-Radar (Mesospheric-Stratospheric-Tropospheric Radar) MAARSY (Middle Atmosphere Alomar Radar System), welches ab dem Jahr 2010 das daneben befindliche kleinere ALWIN-Radar (Alomar Wind Radar) ersetzte. Teile von dessen Antennenfeld werden unter dem Namen ALWIN64 weiterhin als passiver Empfänger genutzt.
Mit Hilfe des Radars werden die im Sommer in der Polarregion typischen Echosignale der mesosphärischen Eispartikel aus einer Höhe von mehr als 80 km empfangen. In dieser Höhe ist die Atmosphäre extrem dünn, so dass nur wenige solcher Eispartikel entstehen und dünne leuchtende Nachtwolken bilden. Diese Eispartikel sind sehr klein, sodass eine besondere Empfindlichkeit des Radars erforderlich ist. Durch die elektronische Schwenkung des Antennendiagramms kann die horizontale Struktur dieser polaren mesosphärischen Sommerechos erfasst werden. Damit können horizontale Windgeschwindigkeiten und Turbulenzen in der Mesosphäre dreidimensional untersucht werden. Die Ergebnisse der Untersuchungen mit Radar und Lidar spielen eine wichtige Rolle für Klimamodelle und für das Verständnis des Klimawandels.